# 长春街道
长春街道，是中华人民共和国辽宁省抚顺市顺城区下辖的一个乡镇级行政单位。

## 行政区划
长春街道下辖以下地区：
英才社区、挖建社区、抚挖社区、红光社区、世纪社区、隆顺社区、安居社区、大自然社区、长安社区和水岸社区。